# 古脊椎動物学

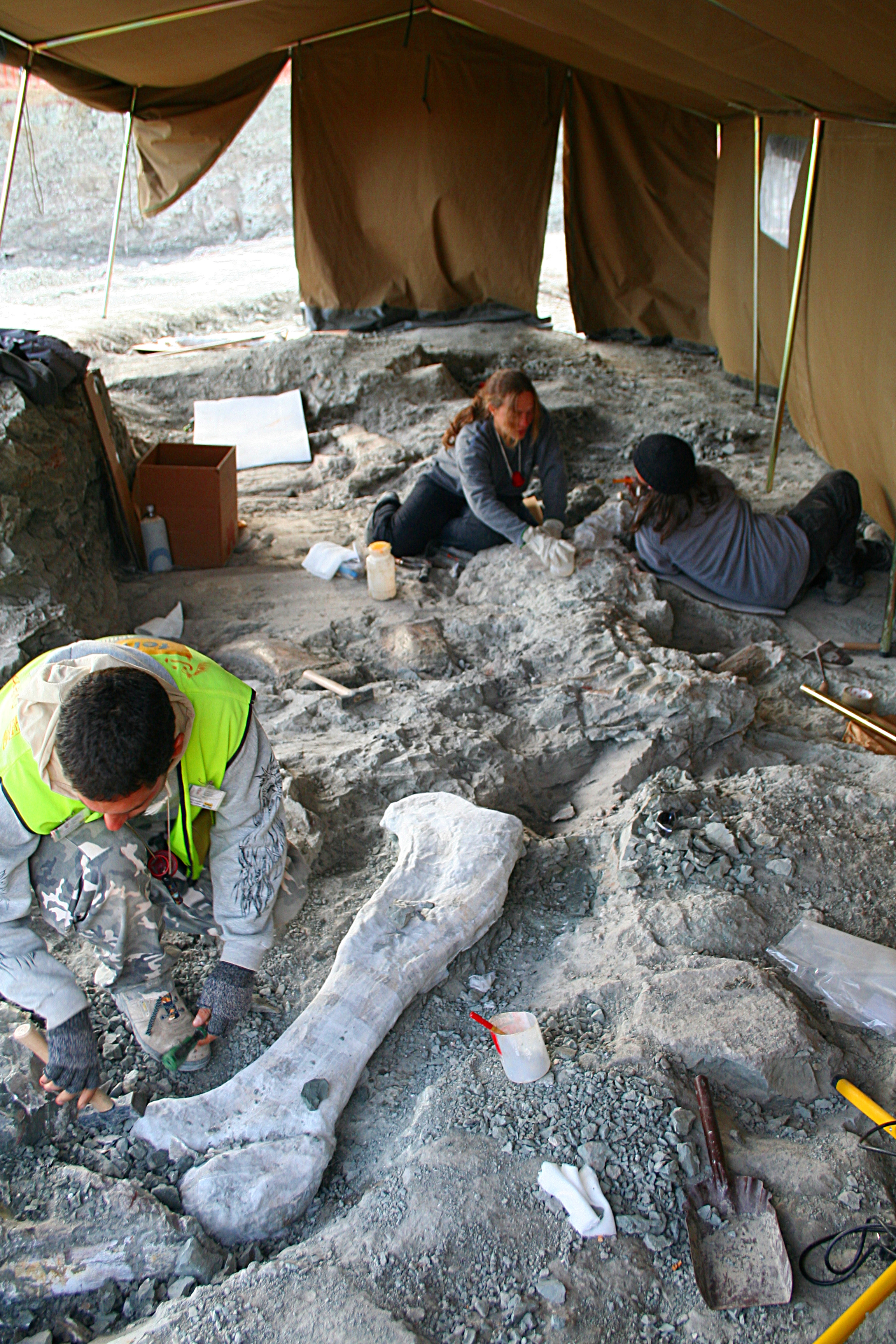
恐竜の化石を発掘する古脊椎動物学者(クエンカ (スペイン)）

古脊椎動物学（こせきついどうぶつがく、Vertebrate paleontology）は、古生物学のうち脊椎動物を対象とする分野である。 化石の研究を通じて、絶滅した脊椎動物の系統分類、古生態の推定、外観の復元などを行う。

## 下位分野
- 古魚類学 (Paleoichthyology)
- 古爬虫両生類学 (Paleoherpetology)
- 古哺乳類学 (Paleomammalogy)
- 恐竜学 (Dinosaurology)
- 古鳥類学 (鳥類古生物学、Paleoornithology)